# Дандин
Дандин (санскр. दण्डी IAST: Daṇḍin,  конец VII века) — древнеиндийский поэт, писатель и теоретик поэзии.

## Произведения

### Зерцало поэтического мастерства
Дандин создал трактат «Зерцало поэтического мастерства» (санскр. काव्यादर्श, IAST: Kāvyādarśa), в котором были изложены его теоретические взгляды на поэзию.
В поэтическом произведении Дандин различает «тело» (шарира) и «украшения»: «тело» — это смысл художественного произведения, выраженный последовательностью слов и предложений; «украшения», составляющие сущность поэтического мастерства, охватывают всю совокупность изобразительных средств — как образных (описания и тому подобные loci communes / "общие места"), так и словесных (тропы и стилистические фигуры) и звуковых (различные формы аллитерации).
Выбор изобразительных средств в подлинно художественном произведении должен определяться всегда его основным эстетическим настроением (rasa). Таким образом в отличие от Анандавардханы с его учением о «сокровенном» втором смысле художественного произведения Дандин является ярким представителем формального направления в индийской поэтике, не знающего символической интерпретации текста и сосредоточивающего своё внимание на описании и классификации изобразительных средств — «украшающих» «тело» поэтического произведения.

### Роман "Приключения десяти царевичей"
Перу Дандина принадлежит роман «Приключения десяти принцев» (санскр.  दशकुमारचरित IAST: Daśa-kumāra-carita), построенный по обычному для индийской повествовательной прозы принципу обрамления и вводящим в основную рамку — рассказ о приключениях царевича Раджаваханы и его девяти товарищей — множество авантюрных новелл, анекдотов и фантастических повестей.
Правдоподобие (с точки зрения реалистической европейской литературы) не входит в задачи поэта, охотно разрешающего конфликты сказочными средствами, но его авантюрные и эротические эпизоды содержат множество интересных бытовых деталей из жизни продажных женщин, игроков, воров и пр.
В романе Дандин применяет все приемы самого изысканного поэтического стиля — столь излюбленную индийскими поэтами игру многозначными словами, метафорами, эпитетами и сравнениями; применяет он и разнообразные звуковые эффекты — так один из эпизодов романа (VII гл.) написан без употребления губных звуков, так как у рассказывающего его героя болят губы от укусов его возлюбленной. В своем «Зерцале» Дандин отмечает особую трудность разрешения этой задачи.
Конец и начало романа Дандина утеряны; сохранившееся начало, как окончательно доказано J. Hertel’ем, принадлежит автору, жившему в более позднее время, пытавшемуся подражать стилю Дандина.

## Переводы
В девятнадцатом и двадцатом веках роман «Приключения десяти принцев»  был переведен на английский, французский и др. европейские языки.
На русский язык переведен академиком Ф. И. Щербатским. Перевод опубликован в 1926 и 1964 гг. 

## Публикации текста
- Дандин. Похождения десяти юношей : (древнеиндийский роман) / Всеукраинская научная ассоциация востоковедения ; пер., введ. и примеч. П. Г. Риттера. — Харьков : [б. и.], 1928. — 168 с. — 600 экз.
- Дандин. Приключения десяти принцев / Академия наук СССР, Институт народов Азии ; пер. с санскр. акад. Ф. И. Щербатского ; отв. ред., авт. предисл. и примеч. В. И. Кальянов. — М. : Наука, 1964. — 176 с. — 75 000 экз.